# Werner Stöckl
Werner Stöckl (n. 28 iunie 1952, Reșița, Caraș-Severin, România) este un fost handbalist german, născut în România, care a făcut parte din lotul echipei naționale de handbal a României; a fost medaliat cu aur la Campionatul Mondial de Handbal Masculin din 1974, a câștigat argint olimpic la Montreal 1976 și bronz olimpic la München 1972.
După retragerea din activitatea de jucător, a activat ca antrenor, de exemplu la HC Karlsbad din RFG.

## Distincții
- Maestru emerit al sportului (1974)[3]
- Ordinul „Meritul Sportiv” clasa I (29 martie 1974) „pentru comportarea remarcabilă și ocuparea locului I la Campionatul mondial de handbal masculin – ediția 1974 –, precum și pentru contribuția deosebită adusă la dezvoltarea acestui sport și la creșterea prestigiului sportului românesc pe plan internațional”[4]
- Ordinul „Meritul Sportiv” clasa a II-a (18 august 1976) „pentru rezultatele deosebite obținute la Jocurile olimpice de vară de la Montreal – 1976, precum și pentru contribuția adusă la dezvoltarea activității sportive și la creșterea prestigiului sportului românesc pe plan internațional”[5]
- Ordinul „Meritul Sportiv” clasa a II-a (2009)[6]
- Cetățean de onoare al municipiului Reșița[7]